# Aaron Cheminingwa
Aaron Cheminingwa (né le 21 juin 1998) est un athlète kényan, spécialiste du 800 m

## Biographie
En mars 2024, Aaron Cheminingwa remporte la médaille d'or du 800 m lors des Jeux africains d'Accra au Ghana, dans le temps de 1 min 45 s 72.

## Palmarès
| Date | Compétition    | Lieu  | Résultat | Épreuve | Temps         |
| ---- | -------------- | ----- | -------- | ------- | ------------- |
| 2024 | Jeux africains | Accra | 1er      | 800 m   | 1 min 45 s 72 |

## Records
| Épreuve | Temps         | Lieu    | Date        |
| ------- | ------------- | ------- | ----------- |
| 800 m   | 1 min 44 s 24 | Nairobi | 6 mars 2024 |